# Pan Fengzhen
Dans ce nom, le nom de famille, Pan, précède le nom personnel.
Pan Fengzhen, née le 1er juillet 1985 dans le district de Nanhai, en Chine, est une joueuse chinoise de hockey sur gazon. 

## Biographie
Pan Fengzhen participe au tournoi de hockey sur gazon aux Jeux olympiques d'été de 2008 à Pékin et remporte avec l'équipe nationale la médaille d'argent.